# Mount Zion (Geórgia)
Mount Zion é uma cidade localizada no estado americano de Geórgia, no Condado de Carroll.

## Demografia
Segundo o censo americano de 2000, a sua população era de 1275 habitantes.
Em 2006, foi estimada uma população de 1513, um aumento de 238 (18.7%).

## Geografia
De acordo com o United States Census Bureau tem uma área de
25,7 km², dos quais 25,3 km² cobertos por terra e 0,4 km² cobertos por água.

## Localidades na vizinhança
O diagrama seguinte representa as localidades num raio de 20 km ao redor de Mount Zion.